# Skomelno
Skomelno település Csehországban, Rokycanyi járásban. Skomelno Chomle, Vejvanov, Přívětice és Radnice településekkel határos. Lakosainak száma 201 fő (2024. január 1.).

## Népesség
A település lakosságának változását az alábbi diagram mutatja:
| Lakosok száma | 476  | 386  | 382  | 268  | 178  | 192  | 211  | 214  | 200  | 201  |
|               | 1869 | 1900 | 1921 | 1961 | 1980 | 2011 | 2016 | 2019 | 2021 | 2024 |